# Erhard Engholm
Erhard Adolf Albin Engholm, född 14 mars 1884 i Erikstads församling i Älvsborgs län, död 10 augusti 1965 i Sala församling i Västmanlands län, var en svensk tulltjänsteman och konstnär.
Han var son till grosshandlaren Anton Engholm och Ida Sofia Jansson samt från 1938 gift med Elsa Maria de Verdier.
Efter studentexamen 1903 studerade Engholm konsthistoria vid Göteborgs högskola 1904–1909 och bedrev konststudier vid Valands målarskola 1906–1912 samt under ett studiebesök i Paris vid Académie Colarossi 1906–1907. Han har efter studierna besökt ett stort antal länder i Europa i studiesyfte. Vid sidan av sitt arbete som tulltjänsteman var han konstanmälare i Göteborgs Aftonblad samt tecknade för tidningen små veckokrönikor som han försåg med egna rim. Han medverkade under signaturen Ecce som tecknare och skribent i Svenska Dagbladet. Han deltog i en rad samlingsutställningar i Stockholm och Göteborg. Hans konst består av porträtt, landskapsmålningar och stilleben. Engholm är representerad i Göteborgs högskolas konstsamling.